# Ellen Gulbranson
Ellen Maria Elizabeth Nordgren Gulbranson (Stockholm 4 maart 1863 – Oslo 2 januari 1947) was een Noorse operazangeres van Zweedse afkomst. Haar zangstem bevond zich in het grensgebied tussen sopraan en mezzosopraan.

## Biografie
Ellen Nordgren kreeg haar muzikale opleiding aan de Kungliga Musikhögskolan in Stockholm. Docenten waren Julius Günther, Ellen Kenneth en Mathilde Marchesi. Daarna kreeg ze nog onderricht van Blanche Marchesi (dochter van). Het is aan haar te danken dat haar stembereik naar boven werd aangepast. In 1888 ontmoette ze Edward Grieg en zijn vrouw Nina Hagerup, die haar stem prachtig vonden. Grieg droeg zijn Sechs Lieder opus 48 aan haar op. Ook trok ze de aandacht van Johannes Brahms. Haar concertdebuut vond plaats in Stockholm (1886), in Oslo in 1888 (recitals) en voor opera opnieuw in Stockholm in 1889. Daar zong ze de rol Amneris in Giuseppe Verdi’s Aida. Daarna volgde rollen in opera’s van Richard Wagner met name in Parsifal (Kundry) en Tristan und Isolde (Isolde). Dat bleef niet onopgemerkt en in 1896 mocht ze optreden tijdens de Bayreuther Festspiele waarin ze Brünnhilde vertolkte in Der Ring des Nibelungen. Ze deelde de rol met gevierd zangeres Lilli Lehmann. Gulbranson zong Lehmann uit de partij en keerde tot 1914 (Eerste Wereldoorlog) jaarlijks terug naar het festival. In de tussentijd zong ze ook in Royal Opera House Covent Garden, het Nationaltheatret in Oslo en de concertzaal in Bergen. Gulbranson attendeerde diezelfde Bayreuther Festspiele op een nieuwe ster aan het Scandinavische firmament: Kirsten Flagstad. Haar stem is bewaard gebleven in diverse plaatopnames.
In 1915 trok ze zich terug uit de zangwereld. Haar laatste concert vond plaats in 1923. Ze gaf toen al een aantal jaren zanglessen. Haar belangrijkste leerlingen waren Eidé Norena, Agnes Hanson-Hvoslef  en Julie Eline Gjestvang.

## Privé
Ze huwde op 18 november 1890 met de Noorse luitenant-kolonel Hans Peter Francis Gulbranson en werd toen ook Noors staatsburger. Ze leefden in de dorpen Bærum en Lysaker. Zij kregen drie dochters:
- 1892: Ellen Louise Francess Emilie Gulbranson
- 1894: Laila Elisabeth Camilla Gulbranson, die huwde in 1916 zakenman Ulf Styren
- 1990: Greta Gulbranson

In 1911 kreeg ze de Kongens fortjenstmedalje-onderscheiding. Haar zuster Engel Johanne Othilie Sparre Gulbranson was getrouwd met componist/organist Arne Eggen.

## Enkele optredens
Gulbranson heeft minstens zestien keer opgetreden met het Concertgebouworkest. Ze werd daarin geleid door Willem Mengelberg en Henri Viotta. Ze zong toen rollen in Götterdämmerung, Siegfried en Die Walküre in het Concertgebouw en de Stadsschouwburg. In 1906 zong ze voor het laatst in Nederland. Een ander Nederlands tintje had een aantal optredens in begin juli 1898. Het Concertgebouworkest trad toen onder leiding van Willem Mengelberg op in de Grieghallen in Bergen met Gulbranson als soliste in werk van Wagner.
Op 13 april 1908 nam ze deel aan een herdenkingsconcert ter ere van de toen overleden Edward Grieg. Met het Orchestre Lamoureux onder leiding van Johan Halvorsen zong ze liederen van Grieg in Parijs. 
- Bibsys: 90249092
- Bibliothèque nationale de France: cb13926984b (data)
- Gemeinsame Normdatei: 11692442X
- International Standard Name Identifier: 0000 0003 6847 2322
- Library of Congress Control Number: n84130385
- MusicBrainz: 756d6c0d-db60-44c9-81e7-8a05e0c34675
- Bibliotheek van het Japanse parlement: 00996682
- LIBRIS: 351795
- Virtual International Authority File: 13715061
- WorldCat: E39PBJgMG8xxqTcQrfq8cddWjC